# Ligier JS33
A Ligier JS33 egy Formula–1-es versenyautó, amellyel a Ligier csapat versenyzett az 1989-es Formula–1 világbajnokságban, valamint az 1990-es idényben annak átalakított, JS33B nevű változatával. Pilótái 1989-ben René Arnoux és Olivier Grouillard voltak, 1990-ben pedig Nicola Larini és Philippe Alliot.

## Áttekintés
Az előző évi teljes kudarcot követően átalakulások történtek a csapat háza táján. Dobták a Judd-motorokat és helyettük Ford-Cosworth DFR erőforrásokra váltottak. Emellett lecserélték a tervezőgárdát is: Michel Beaujon és Richard Divila feleltek az új autóért. Külsőre sok szempontból emlékeztetett a March 881-es versenyautóra, mi több, a váltókat a March csapattól kapták.
1989-ben a kirúgott Stefan Johansson helyén Olivier Grouillard vezethette a második autót Arnoux mellett. Utóbbinak ez volt az utolsó idénye a sportágban és egyáltalán nem kezdte jól az évet: az első két versenyre kvalifikálni sem tudott. Ez később többször is megismétlődőtt: mindössze nyolc versenyen tudott részt venni, legjobb eredménye egy ötödik hely volt Kanadában. Grouillard volt a jobb versenyző, aki Imolában a tizedik helyre kvalifikált, de ki is zárták, mert a futamon a verseny újraindításakor meg nem engedett módon hozzányúltak az autójához. A legjobb eredménye a francia nagydíjon elért hatodik helye volt. Általános probléma volt a csapattal, hogy egyik versenyzőjük se engedte könnyen a lekörözést, és többször figyelmen kívül hagyták a kék zászló belengetését. Összesen a csapat három pontot szerzett egész évben, ami a konstruktőri tizenharmadik helyre volt elegendő.
1990-re átalakították a kasztnit: a March váltója helyére az X-Trac egysége került, átalakították az első felfüggesztést, és lefaragtak valamicskét a súlyból is. Új pilótapárosuk a Larini-Alliot duó lett, minden más azonban lényegében változatlan maradt. Larini megbízható pilóta volt, szinte az összes futamon rajthoz tudott állni, bár pontot nem szerzett. Alliot esetében balszerencsés körülmények is közrejátszottak: a szezonnyitó amerikai nagydíjról kizárták, mert egy szerelő a boxutcán kívül dolgozott az autóján, a német nagydíjról pedig azért, mert az autóját visszatolták a versenybe egy rajt utáni kavarodást követően. Mivel a szezon közepéig pontot sem szereztek, az idény második felében prekvalifikációra kötelezték őket - szerencséjükre ez nem tartott sokáig, mert az Onyx csapat időközben tönkrement. Emlékezetes momentum volt a portugál nagydíj, ahol Alliot autóját az éppen leköröző ferraris Nigel Mansell egyszerűen kipöckölte a pályáról, majd alaposan összetörte azt. 1990-et a csapat pont nélkül zárta.

## Eredménylista
(félkövérrel jelölve a pole pozíció; dőlt betűvel a leggyorsabb kör)
| Év   | Csapat                | Kasztni | Motor             | Gumik | Pilóták            | 1   | 2   | 3   | 4   | 5   | 6   | 7   | 8   | 9   | 10  | 11  | 12  | 13  | 14  | 15  | 16  | Pontok | Helyezés |
| ---- | --------------------- | ------- | ----------------- | ----- | ------------------ | --- | --- | --- | --- | --- | --- | --- | --- | --- | --- | --- | --- | --- | --- | --- | --- | ------ | -------- |
| 1989 | Ligier Loto           | JS33    | Ford-Cosworth DFR | G     |                    | BRA | SMR | MON | MEX | USA | CAN | FRA | GBR | GER | HUN | BEL | ITA | POR | ESP | JPN | AUS | 3      | 13.      |
| 1989 | Ligier Loto           | JS33    | Ford-Cosworth DFR | G     | René Arnoux        | NK  | NK  | 12  | 14  | NK  | 5   | KI  | NK  | 11  | NK  | KI  | 9   | 13  | NK  | NK  | KI  | 3      | 13.      |
| 1989 | Ligier Loto           | JS33    | Ford-Cosworth DFR | G     | Olivier Grouillard | 9   | KIZ | KI  | 8   | NK  | NK  | 6   | 7   | KI  | NK  | 13  | KI  | NK  | KI  | KI  | KI  | 3      | 13.      |
| 1990 | Equipe Ligier Gitanes | JS33B   | Ford-Cosworth DFR | G     |                    | USA | BRA | SMR | MON | CAN | MEX | FRA | GBR | GER | HUN | BEL | ITA | POR | ESP | JPN | AUS | 0      | -        |
| 1990 | Equipe Ligier Gitanes | JS33B   | Ford-Cosworth DFR | G     | Nicola Larini      | KI  | 11  | 10  | KI  | KI  | 16  | 14  | 10  | 10  | 11  | 14  | 11  | 10  | 7   | 7   | 10  | 0      | -        |
| 1990 | Equipe Ligier Gitanes | JS33B   | Ford-Cosworth DFR | G     | Philippe Alliot    | KIZ | 12  | 9   | KI  | KI  | 18  | 9   | 13  | KIZ | 14  | NK  | 13  | KI  | KI  | 10  | 11  | 0      | -        |

## Forráshivatkozások
1. 1 2  A Ligier-sztori… (magyar nyelven). Napi F1 sztori, 2020. május 3. (Hozzáférés: 2025. március 26.)
2. ↑  Ligier JS33B • STATS F1. www.statsf1.com. (Hozzáférés: 2025. március 26.)
3. ↑  TBK.FAMEFLAME.DK 4 (2017. február 6.). „1990 portugal alliot v mansell”. (Hozzáférés: 2025. március 26.)